# Pierre Guichot
Pierre Guichot, né le 16 février 1963 à Aureilhan (Hautes-Pyrénées), est un escrimeur français pratiquant le sabre. Il est deux fois médaillé avec l’équipe de France de sabre aux Jeux olympiques d'été de 1984 et de 1992.
Après sa carrière de tireur au plus haut niveau, Pierre Guichot est devenu maître d'armes. Il a été entraineur de l’équipe de France de sabre féminin de 1999 à 2008, puis de l'équipe de France de sabre masculin de 2012 à 2014. Il a entrainé l'équipe britannique entre 2014 et 2020.
Depuis l'automne 2020, il est de retour en France en tant que directeur des équipes de France à la Fédération française d'escrime.

## Palmarès
- Jeux olympiques
  -  Médaille d'argent par équipes aux Jeux olympiques de 1984 à Los Angeles
  -  Médaille de bronze par équipes aux Jeux olympiques de 1992 à Barcelone

- Championnats du monde
  -  Médaille de bronze par équipes aux championnats du monde de 1989 à Denver

- Championnats de France
  -  Médaille d'or en individuel aux championnats de France 1983 à Tarbes
  -  Médaille d'or par équipes aux championnats de France 1983 à Tarbes
  -  7 fois champion de France par équipe
  -  Médaille d'argent en individuel aux championnats de France 1984